# Oratorio di San Pierino (Lucca)

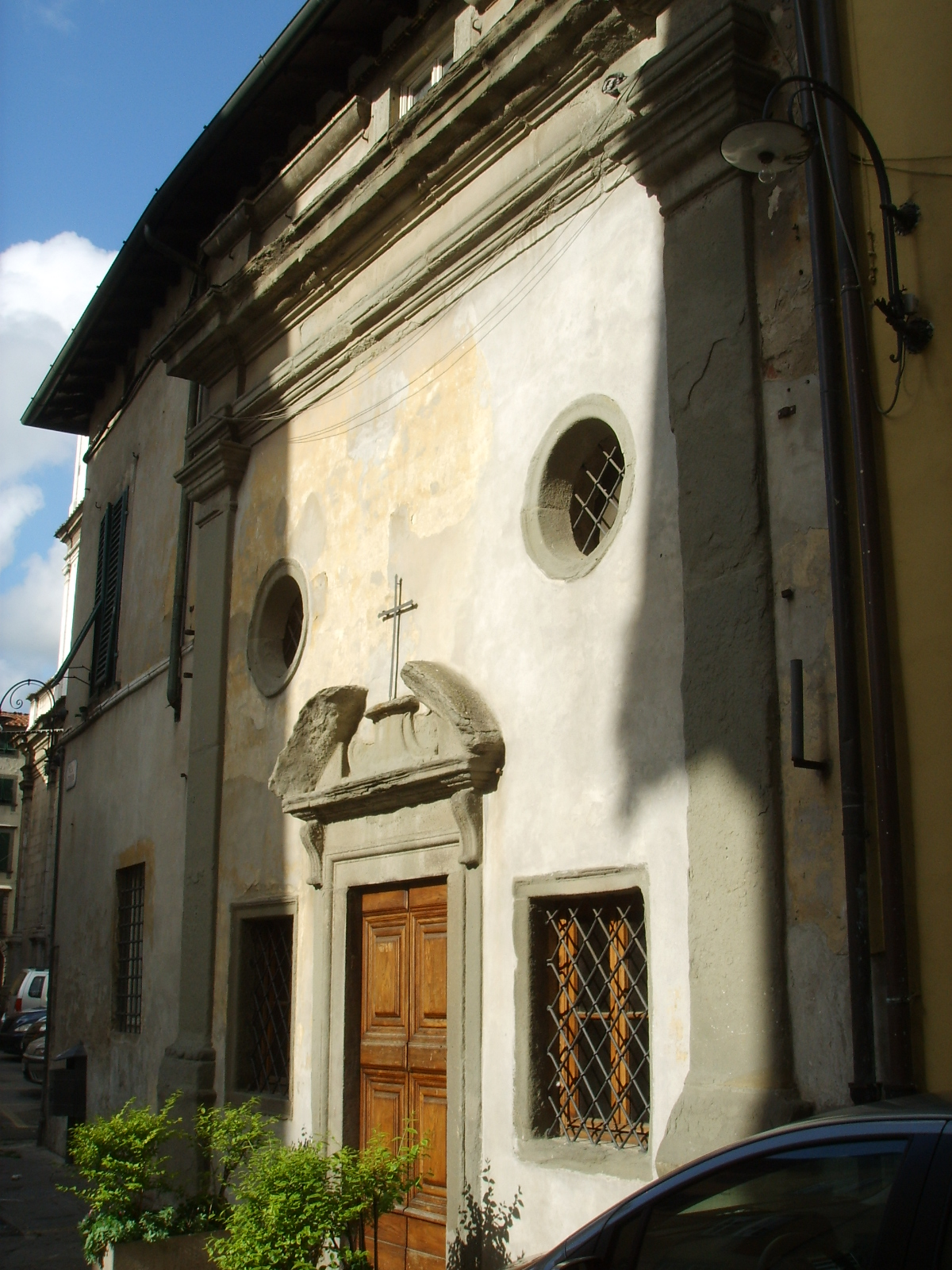
Oratorio di San Pierino

L'oratorio di San Pierino è una chiesa di Lucca.
Annesso alla chiesa di San Paolino, presso il braccio destro del transetto, è ricordato nel 1048 come San Pietro in Vincoli, e fu sede nel XIV secolo della Confraternita dei filatori di seta. L'aspetto attuale è il risultato di una ristrutturazione cinquecentesca. Le decorazioni interne sono databili tra XVII e XVIII secolo. Negli ultimi anni è stata utilizzata come cappella ortodossa ucraina.